# Hermán Solíz
Hermán Solíz Salvatierra (Montero, 14 de julho de 1982) é um futebolista profissional boliviano que atua como defensor.

## Carreira
Hermán Solíz se profissionalizou no Atlético Gonzalez.

## Seleção
Hermán Solíz integrou a Seleção Boliviana de Futebol na Copa América de 2004.